# Hôtel de police de Reims
L'Hôtel de police de Reims est le commissariat central de Reims.
Il est situé au no 40 du Boulevard Louis-Roederer à Reims en France.

## Histoire
En 1907, Célestin Hennion fonde les brigades mobiles (dites brigades du Tigre) voulues par Georges Clemenceau (surnommé le Tigre) dont la 12e brigade est à Chalons en Champagne.
Elle déménage en 1912 à Reims, rue David, puis rue Rockefeller  ou le commissariat central s’installe définitivement en 1943.
L’actuel hôtel de police de Reims a été construit de 1988 à 1990. Il est l’œuvre du cabinet d’architecte Gilles Dupré Architecte (Gilles Dupré - Patrice Dupré - Eva Chodaczek).
La surface construite est de 14 000 m2 pour un coût de 76 MF (valeur 1986).
La façade de l'ancien commissariat central de la rue Rockefeller  a été intégrée à la Médiathèque Jean-Falala répondant ainsi à la demande du ministre de la culture de l'époque qui souhaitait que le nouveau bâtiment garde une part historique du quartier.

## Spécificités
Le bâtiment actuel se trouve à l'emplacement des anciens bureaux des établissements Goulet-Turpin qui ont été fondés par Modeste Goulet et son épouse Eugénie Turpin. 
Ces bureaux étaient eux-mêmes construits sur l’emplacement du dancing Le Cosmos, qui avait remplacé L’Embarcadère, un des premiers cinémas de Reims.
Selon le cabinet d’architecte Gilles Dupré Architecte, le "bâtiment a deux fonctions urbaines et importantes : il marque l'entrée de la ville de Reims et borde un des grands boulevards. Une double façade, l'une à l'échelle de la distribution interne, l'autre à l'échelle de la voie, assure la transition entre espace intérieur et extérieur.".